# Сенница симфита
Сенница симфита или сенница альпийская (лат. Coenonympha symphita)  — вид дневных бабочек из семейства Бархатницы.

## Этимология латинского названия
Sym+phita — буквально «растущая вместе с…». Название указывает на совместное обитание этого вида с другими близкими видами рода..

## Ареал и местообитание
Локально встречается на Большом Кавказе (Россия), Малом Кавказе (Юго-западная Грузия), в Армении, Карском плато (Северо-восточная Турция).
Бабочки населяют субальпийские и альпийские злаково-разнотравные луга, луга на склонах межгорных котловин. Бабочки обитают на высотах от 1300 до 2300 м над ур. м..

## Биология
Развивается в одном поколении за год. Время лёта в июне — июле. Кормовое растение гусениц — мятлик. Бабочки кормятся на кровохлебке (Saoguisorba sp.). Самки откладывают яйца на зеленые листья Poa annua. Яйца весьма крупные. Стадия яйца длится около 8 дней. Взрослые гусеницы достинают длины до 22 мм. Окукливаются в «домике» из сплетенных шелковиной травинок. Куколка длиной около 11 мм. Стадия куколки длится 2 недели.